# Nepovinné else
Nepovinné else (anglicky dangling else) v podmíněném příkazu způsobuje, že mnoho programovacích jazyků je nejednoznačných. Formální příčinou je, že bezkontextová gramatika příslušného jazyka je nejednoznačná, což znamená, že pro některé programy existuje více než jeden správný derivační strom.

## Příčina nejednoznačnosti
Mnoho programovacích jazyků dovoluje psát podmíněný příkaz dvěma způsoby: ve tvaru if-then a ve tvaru if-then-else:
```
if
 a 
then
 s

if
 a 
then
 s1 
else
 s2
```

To znamená, že else část není povinná. Pokud je povoleno vnořovat příkazy, nepovinné else způsobuje nejednoznačnost interpretace následující konstrukce:
```
if
 a 
then
 
if
 b 
then
 s 
else
 s2
```

V tomto případě je jednoznačné, že příkaz s se provede, pokud je pravdivé a i b, ale není jednoznačné, zda se má příkaz s2 provést, pokud je a nepravdivé (tedy else patří k prvnímu if), nebo pokud je a pravdivé a b nepravdivé (tedy else patří ke druhému if). Jinými slovy je otázkou, zda se má předchozí příkaz chápat jako
```
if
 a 
then
 (
if
 b 
then
 s) 
else
 s2
      nebo

if
 a 
then
 (
if
 b 
then
 s 
else
 s2)
```

Problém nepovinného else se objevil v jazyce ALGOL 60, a v následujících jazycích byl řešen různými způsoby. V LR analyzátorech je nepovinné else typickým příkladem konfliktu přesun-redukce (anglicky shift-reduce conflict).

## Odstranění nejednoznačnosti beze změny syntaxe
Při konstrukci překladačů mnoha jazyků je nutné problém nejednoznačnosti nepovinného else vyřešit, zvláště při současném provádění lexikální a syntaktické analýzy. Obvykle se nepovinné else přiřazuje k nejbližšímu předchozímu if příkazu,, díky čemuž bude bezkontextová gramatika jazyka jednoznačná. Tento přístup používají programovací jazyky jako Pascal, C a Java, takže jejich sémantika je v tomto bodě jednoznačná, přestože použití generátoru syntaktických analyzátorů může vést k nejednoznačné gramatice. Pokud je třeba dosáhnout jiného seskupení, lze explicitně použít bloky (složené příkazy), např. begin...end v jazyce Pascal nebo {...} v jazyce C.
V závislosti na přístupu ke konstrukci překladače lze provést různé korekce, které zabraňují nejednoznačnosti:
- Pokud je analyzátor vytvořený generátorem SLR, LR(1) nebo LALR syntaktických analyzátorů, programátor se často spoléhá na to, že generovaný analyzátor dává v případě konfliktu přednost přesunu před redukcí[2]. Jinou možností je přepsat gramatiku tak, aby se konflikt odstranil, na úkor zvětšení velikosti gramatiky (viz níže).
- Pokud je analyzátor vytvořený prořezávacím generátorem (anglicky Pruning and Deep Pruning LR generator), je možné použít direktivy, které nejednoznačnosti zcela vyříznou.[7]
- Pokud je analyzátor napsaný ručně, programátor může použít jednoznačnou bezkontextovou gramatiku, případně může použít jinou než bezkontextovou gramatiku nebo gramatiku pro analýzu výrazů.

## Odstranění nejednoznačnosti změnou syntaxe
Problém nepovinného else lze řešit explicitním spojením else a if na syntaktické úrovni. Tím zpravidla zabraňuje lidským chybám.
Možná řešení jsou:
- Zavést příkaz „end if“. Tento přístup používají jazyky ALGOL 68, Ada, Eiffel, PL/SQL, Visual Basic a Modula-2.

- Zakázat, aby za „then“, mohl být příkaz „if“ (tento příkaz však může být uzavřen v příkazových závorkách). Tento přístup používá ALGOL 60[9] a Python[10].

- Požadovat použití bloku, pokud „else“ následuje "if".[11]

- Požadovat, aby každý "if" byl párován s „else“.

## Příklady
Následují konkrétní příklady.

### Jazyk C
Gramatika jazyka C obsahuje:
```
příkaz = ...
   | podmíněný-příkaz

podmíněný-příkaz = ...
   | IF ( výraz ) příkaz
   | IF ( výraz ) příkaz ELSE příkaz
```

Bez dalších pravidel je analýza příkazu
```
 
if
 
(
a
)
 
if
 
(
b
)
 
s
;
 
else
 
s2
;

```

nejednoznačná; mohla by být chápána jako
```
 
if
 
(
a
)
 
{

   
if
 
(
b
)

     
s
;

   
else

     
s2
;

 
}

```

nebo jako
```
 
if
 
(
a
)
 
{

   
if
 
(
b
)

     
s
;

 
}

 
else

   
s2
;

```

V praxi se v jazyce C používá první interpratace, která přiřazuje else k nejbližšímu předcházejícímu if.

#### Odstranění konfliktu v LR analyzátorech
Výše uvedený příklad lze přepsat následujícím způsobem, aby se odstranila nejednoznačnost:
```
příkaz = ...
   | podmíněný-příkaz

příkaz-s-else = ...
   | podmíněný-příkaz-s-else

podmíněný-příkaz = ...
   | IF ( výraz ) příkaz
   | IF ( výraz ) příkaz-s-else ELSE příkaz

podmíněný-příkaz-s-else = ...
   | IF ( výraz ) příkaz-s-else ELSE příkaz-s-else
```

Podobně je třeba zdvojit všechna ostatní pravidla gramatiky týkající se příkazu, která přímo nebo nepřímo končí neterminálem příkaz nebo podmíněný-příkaz.